# 平成28年8月北海道豪雨
平成28年8月北海道豪雨（へいせい28ねん8がつほっかいどうごうう）は、2016年（平成28年）8月7日から8月30日にかけて、合わせて4つの台風が北海道に上陸、ないし、接近し、前線が刺激されて引き起こされた集中豪雨の通称。気象庁が名称を定めた気象現象ではないが、同じ国土交通省の北海道開発局や土木研究所など官庁や、学会においてしばしば用いられている。

## 経過
8月17日から8月23日にかけての1週間に、台風7号、11号、9号が相次いで北海道に上陸し、道東を中心に大雨による河川の氾濫や土砂災害が発生した。さらに、特異な進路をとっていた10号が、太平洋側から北西に進んで北海道に接近したため、前線が刺激されて8月29日から再び大雨が降り、十勝川水系、石狩川水系などで河川の氾濫などが多発し、大きな被害をもたらした。10月11日時点で確認された被害は、死者4人、行方不明者2人、家屋の全壊29棟、床上浸水273件、床下浸水989件などとなり、一時は、687か所の避難所が開設され、11,176人の避難者が出た。